# N'Ganon
N’Ganon est une localité du nord de la Côte d'Ivoire, appartenant au département de Korhogo, Région des Savanes. La localité de N’Ganon est un chef-lieu de commune.

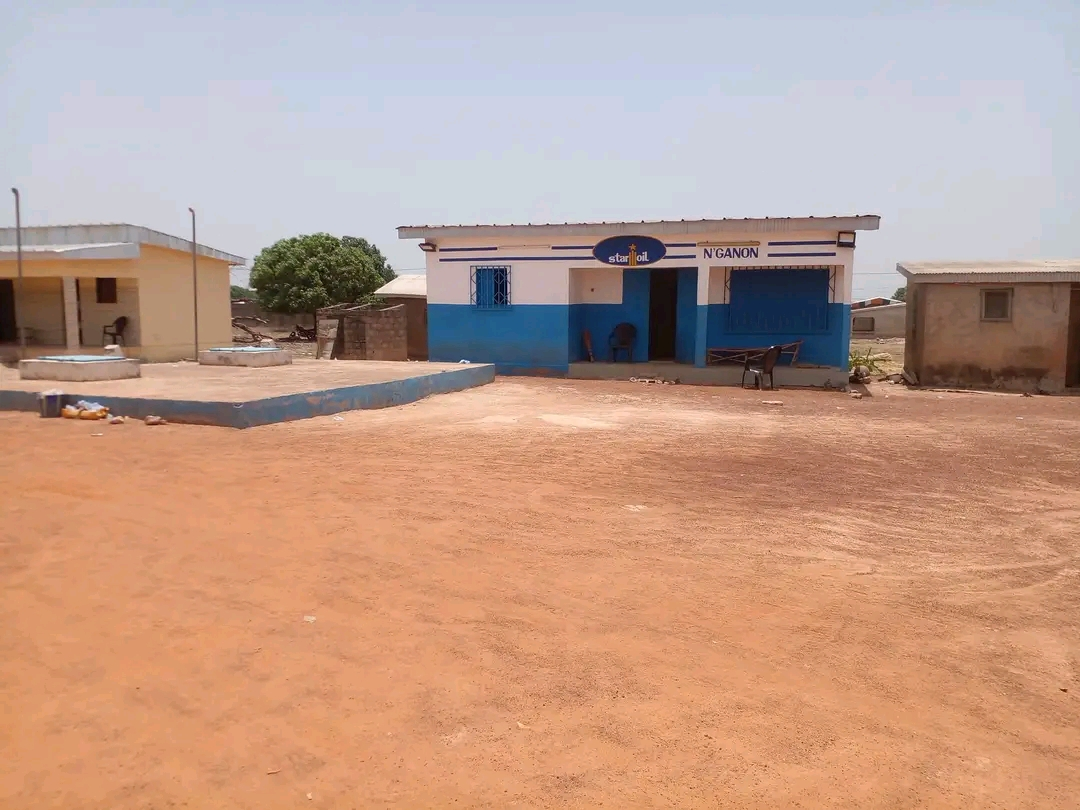
La station d'essence de N'ganon.

Au recensement de 2021, N'Ganon a une population de 9181 habitants.